# Gelbkehl-Bartvogel
Der Gelbkehl-Bartvogel (Pogoniulus subsulphureus) auch Gelbkehl-Zwergbärtling ist eine Vogelart aus der Familie der Afrikanischen Bartvögel. Die Art kommt in Afrika beiderseits des Äquators vor. Es werden mehrere Unterarten unterschieden. Die IUCN stuft den Gelbkehl-Bartvogel als nicht gefährdet ein.

## Erscheinungsbild

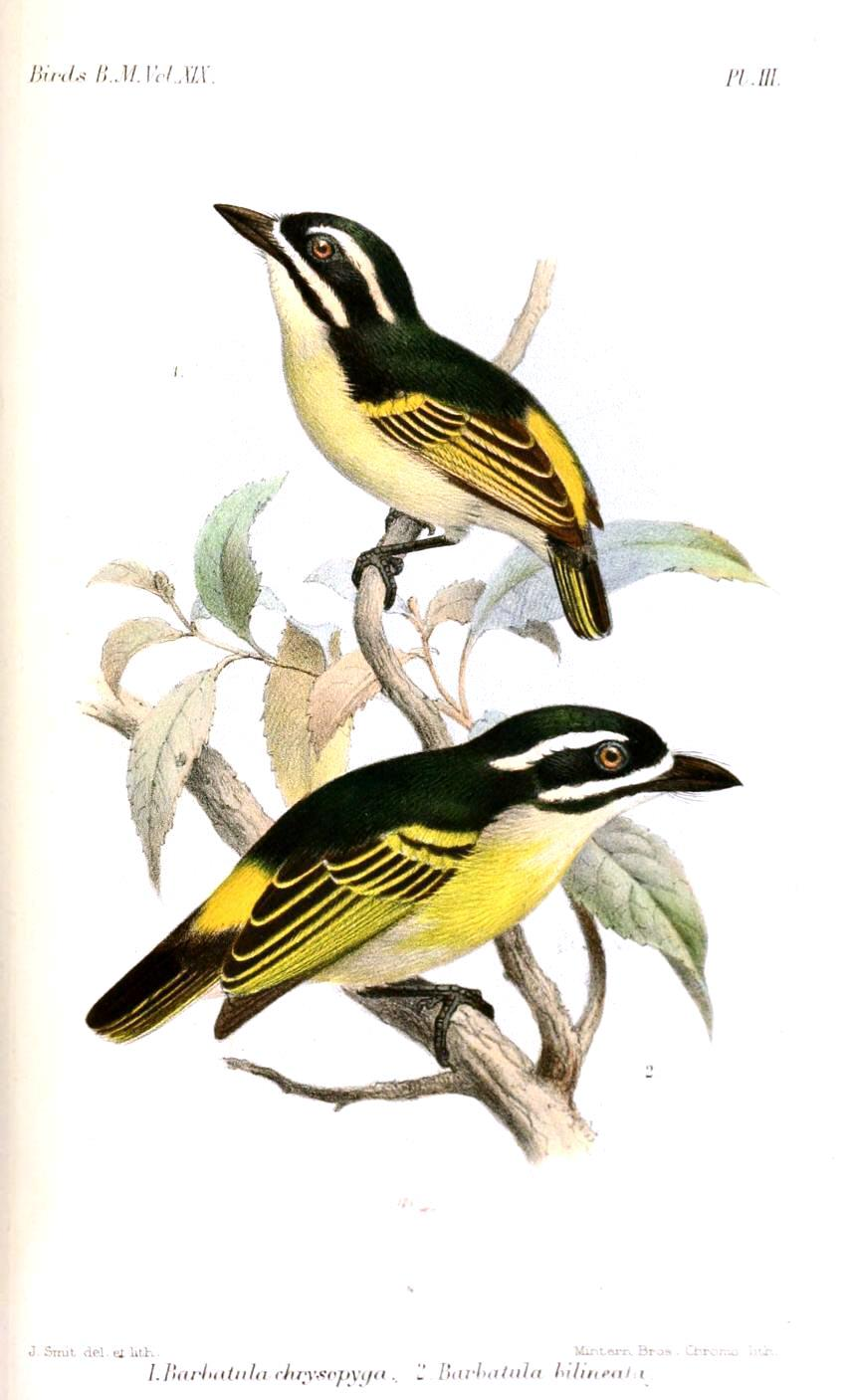
Illustration: Gelbkehl-Bartvogel (oben), darunter der fast identisch aussehende Goldbürzel-Bartvogel

Die Männchen der Nominatform erreichen eine Flügellänge von 4,6 bis 5,1 Zentimetern. Die Schwanzlänge beträgt 2,1 bis 2,4 Zentimeter. Der Schnabel wird zwischen 1 und 1,2 Zentimeter lang. Sie wiegen circa 10 Gramm. Weibchen haben ähnliche Körpermaße. Es besteht, wie für Zwergbärtlinge typisch, ansonsten kein Sexualdimorphismus.
Männchen und Weibchen sind von der Stirn bis in den Nacken schwarz, die schwarzen Kopfseiten sind durch gelbe Linien unterbrochen. Eine feine, goldgelbe verläuft entlang der Schnabelbasis, dann unterhalb der Augen bis zu den Kehlseiten. Eine zweite Linie, die bei den meisten Individuen hinter dem Auge kurz unterbrochen ist, verläuft oberhalb des Auges bis zum Nacken. Die Körperoberseite ist glänzend schwarz, der Bürzel ist gelb bis goldfarben. Die Steuerfedern sind schwarz und schmal gelb gesäumt. Das Kinn und die Kehle sind gelb, die Brust ist graugelb, die Flanken sind grau, der Bauch ist blassgelb bis weiß. Der Schnabel ist schwarz. Die unbefiederte Haut rund um die Augen ist schwärzlich, die Augen sind braun. Die Beine und Füße sind blaugrün bis grau oder schwarz, die Krallen sind schwarz.
Jungvögel sind auf der Körperoberseite etwas matter gefärbt, die Kehle ist weniger leuchtend und kontrastiert weniger stark mit der Brust. Die Schnabelbasis ist hornfarben bis gelb, die Augen sind matter braun oder gar grau.
Der Gelbkehl-Bartvogel ist bei Feldbeobachtungen kaum von dem zur selben Gattung gehörenden Gelbbüschel-Zwergbärtling zu unterscheiden. Im Westen Ghanas hat die Unterart Pogoniulus subsulphureus chrysopygius außerdem ähnlich wie diese Art eine weißliche Kehle. Andere Unterarten unterscheiden sich durch das tiefere Schwarz auf der Körperoberseite, die gelbere Kehle und den gelben Rumpf von dem Gelbbüschel-Zwergbärtling. Im Verhalten ähnelt der Gelbkehl-Bartvogel sowohl dem Gelbbüschel-Zwergbärtling als auch dem Rotbürzel-Bartvogel.

## Verbreitungsgebiet und Lebensraum
Das Verbreitungsgebiet des Gelbkehl-Bartvogels umfasst Liberia, die Wälder im Südwesten Senegals, Guinea, Sierra Leone, Ghana, den Südwesten Togos, den Süden Nigerias und Kameruns, den Süden der Zentralafrikanischen Republik, den Westen und Süden Ugandas, Gabun, die Demokratische Republik Kongo und die Insel Bioko im Golf von Guinea.
Der Gelbkehl-Bartvogel ist ein Standvogel, der vom Meeresniveau bis in Höhenlagen von 2.100 Metern vorkommt. Auf der Insel Bioko kommt er überwiegend zwischen 800 und 1.000 Metern vor und hält sich hier in einer niedrigeren Höhenlage als der Gelbbüschel-Zwergbärtling auf. Sein Lebensraum sind Wälder, Waldränder, Sumpfwälder sowie älterer Sekundärwald und Bergwälder. Dort, wo auch der Gelbbüschel-Zwergbärtling vorkommt, ist er typischerweise eher in dichteren Wäldern zu finden.

## Lebensweise
Der Gelbkehl-Bartvogel hält sich überwiegend in den Kronen von Bäumen auf und kommt nur selten ins Unterholz herab. Er frisst überwiegend Früchte sowie Insekten und deren Larven. Wie bei den meisten Bartvögeln muss sein Lebensraum tote Bäume aufweisen, in die er seine Nisthöhlen hackt. Der Gesang des Gelbkehl-Bartvogels ist ganzjährig zu vernehmen, was darauf hinweist, dass es sich um einen territorialen Vogel handelt. Die Reviergröße wird auf sieben bis zehn Hektar geschätzt.
Das Gelege besteht aus zwei bis drei Eiern. Über die Brut- und Nestlingszeit ist wenig bekannt. Nestlinge werden von beiden Elternvögeln in einem Intervall von einer bis 13 Minuten gefüttert.

## Belege